# Jean-Siméon Domon
Jean-Siméon Domon seltener Jean Siméon Domon (* 2. März 1774 bei Maurepas, Département Somme; † 5. Juli 1830 in Paris) war ein französischer General der Kavallerie.

## Leben
Begeistert von den Ideen der Revolution schloss sich Domon im Frühjahr 1791 der Armee an, und mit Wirkung vom 6. September desselben Jahres war er bereits sous-lieutenant. Nach einer weiteren militärischen Ausbildung wurde er zur Armée du Nord versetzt. Dort nahm er u. a. an der Belagerung von Lille teil und an der Schlacht bei Jemappes.
Es folgten weitere Beförderungen. Im Rang eines capitaine kam er als Aide-de-camp zu General Louis Campère. Als Mitglied von dessen Stab nahm er u. a. an der Schlacht bei Neuwied teil.
In den Schlachten bei Elchingen, Jena und Auerstedt, Friedland und Preußisch Eylau nahm Domon teil und konnte sich durch Tapferkeit auszeichnen. Als mit dem Frieden von Tilsit am 9. Juli 1807 der vierte Koalitionskrieg endete, kehrte Domon mit seinen Husaren in deren Garnison in Roermond zurück.
Am nächsten Koalitionskrieg nahm Domon ebenfalls teil und kämpfte unter Befehl von Maréchal d’Empire Viesse de Marmont u. a. bei Znaim und Wagram.
Als Napoleon Bonaparte 1812 seine Invasion nach Russland plante, wurde Domon im Rang eines colonel Mitglied des Generalstabs. Unter Befehl von Joachim Murat nahm Domon an der Wizebsk teil und kämpfte bei Ostrowo und Borodino. Auf dem Rückzug seiner Husaren wurde er in der Schlacht an der Beresina verwundet, konnte aber lebend nach Frankreich zurückkehren.
Neben Napoleon kämpfte Domon in der Völkerschlacht bei Leipzig und später bei Ligny und Waterloo. In letzterer wurde Domon wieder verwundet, konnte aber mit seinen Truppen nach Paris zurückkehren. Bei der Einnahme von Paris verhielt er sich neutral, und nach der Abdankung und Abdikation Napoleons am 12. April 1814 wandte sich Domon dem Haus Bourbon zu. Als Napoleon die Insel Elba verließ und dessen Herrschaft der Hundert Tage begann, schloss sich Domon sofort wieder seinem Kaiser an.
Während der Restauration unterstützte Domon König Ludwig XVIII. und wurde von diesem mit Wirkung vom 21. April 1820 zum „inspecteur general de la cavallerie“ ernannt. Kurze Zeit stand Domon im Verdacht, weiterhin als Bonapartist tätig zu sein, und diese Zeit verbrachte er in Péronne (Département Somme). Da sich aber König Ludwig XVIII. für ihn verwandte, konnte er später in allen Ehren seine militärische Karriere beenden.
Anfang 1829 gab Domon alle seine Ämter auf und zog sich ins Privatleben zurück. Er starb 1830 in Paris und fand auf dem Friedhof Père-Lachaise (Division 16) seine letzte Ruhestätte.

## Ehrungen
- 14. Juli 1804 Chevalier der Ehrenlegion
- 3. Juli 1807 Officier der Ehrenlegion
- 22. Oktober 1810 Nobilitierung zum „Baron de l’Empire“
- 15. Oktober 1813 Commandeur der Ejhrenlegion
- 28. Juli 1814 Ritter des Ordre royal et militaire de Saint-Louis
- 20. Oktober 1823 Großkreuz des Orden des heiligen Ferdinand und des Verdienstes
- 2. November 1823 Nobilitierung zum „Vicomte“
- 2. November 1823 Commandeur des Ordre royal et militaire de Saint-Louis
- 29. Oktober 1828 Grand Officier der Ehrenlegion
- Sein Name befindet sich am östlichen Pfeiler (20. Spalte) des Triumphbogens am Place Charles de Gaulle in Paris.